# Alan Lancaster
Pour les articles homonymes, voir Lancaster.
Alan Lancaster,  né le 7 février 1949 à Peckham dans le sud de Londres et mort le 26 septembre 2021 à Sydney, est un musicien britannique. 
Il est, avec Francis Rossi, un des membres fondateurs du groupe anglais Status Quo. Il en a été le bassiste / chanteur jusqu'en 1985.

## Biographie

### Carrière
En 1962, Alan Lancaster proposa à son copain de classe Francis Rossi de former un groupe de rock. Ils recrutent un batteur nommé John Coghlan et commencent à répéter ensemble. Ils donneront leur premier concert au club de sport du père d'Alan en mai 1962. En 1965, après avoir quitté leurs études, ils seront rejoints par le claviériste Roy Lynes ; et en 1967 c'est au tour de Rick Parfitt de compléter le  groupe, qui prendra le nom de Status Quo. À la fin des années 1960, Alan Lancaster convaincra ses acolytes de durcir leur musique en un boogie rock qui fera par la suite le succès du groupe.

Alan Lancaster enregistra 15 albums studio avec Status Quo avant de quitter le groupe en 1985 après un dernier concert en faveur du Live Aid donné le 13 juillet 1985. Trop de désaccords avec Francis Rossi et Rick Parfitt, et le fait qu'Alan habite en Australie, mettront fin à leur collaboration.
Alan Lancaster émigrera définitivement à Sydney et rejoindra, en 1987, le groupe australien The Party Boys avec lesquels il enregistrera l'unique album du groupe. 
En 1988, il formera The Bombers (Lancaster est aussi le nom d'un bombardier britannique utilisé pendant la Seconde Guerre mondiale) avec notamment John Brewster (ex-The Angels) ; John Coghlan en sera le premier batteur. Après avoir formé The Lancaster-Brewster Bombers puis l'Alan Lancaster's Bombers, il se retirera de la scène musicale en 1995.
En 2013, le groupe Status Quo annonce le « Frantic Four Reunion Tour », une tournée réunissant de nouveau les quatre membres fondateurs du groupe : Francis Rossi, Rick Parfitt, Alan Lancaster et John Coghlan. Cela constitue donc l'occasion pour Alan Lancaster de remonter sur scène pour une série de concerts répartis sur les années 2013 et 2014.

### Mort
Alan Lancaster meurt le 26 septembre 2021 des suites d'une sclérose en plaques.

### Vie privée
Après avoir divorcé de Patricia, Alan Lancaster épousa Dayle Thonburn en mars 1978. Il est le père de trois enfants.

## Discographie

### Status Quo
- 1968 : Picturesque Matchstickable Messages from the Status Quo
- 1969 : Spare Parts
- 1970 : Ma Kelly's Greasy Spoon
- 1971 : Dog of Two Head
- 1972 : Piledriver
- 1973 : Hello!
- 1974 : Quo
- 1975 : On the Level
- 1976 : Blue for You
- 1977 : Live!
- 1977 : Rockin' All Over the World
- 1978 : If You Can't Stand the Heat
- 1979 : Whatever You Want
- 1980 : Just Supposin'
- 1981 : Never Too Late
- 1982 : 1+9+8+2
- 1982 : Live at the N.E.C.
- 1983 : Back to Back

### The Party Boys
1987 : The Party Boys.

### The Bombers
1990 : Aim High

### Solo
1996 : Life After Quo